# (5655) Barney
(5655) Barney (1159 T-2) – planetoida z grupy pasa głównego asteroid okrążająca Słońce w ciągu 4,14 lat w średniej odległości 2,58 j.a. Odkryta 29 września 1973 roku.